# Mound Station
Mound Station, couramment appelé Timewell, est un village de l'État américain de l'Illinois, situé dans le comté de Brown,.
Selon le recensement de 2010, sa population est de 122 habitants.
Mound Station est incorporé le 23 décembre 1901.

## Source de la traduction
- (en) Cet article est partiellement ou en totalité issu de l’article de Wikipédia en anglais intitulé « Mound Station, Illinois » (voir la liste des auteurs).